# Springerknæ
Springerknæ (latin:Patellar tendonitis) eller på engelsk jumpers knee er en forholdsvis almindelig årsag til smerter i knæet hos sportsfolk. Skaden opstår hos idrætsudøvere, der ofte foretager spring, f.eks. volleyball- basketball- og håndboldspillere. Knæskalsenen, der forbinder den nederste del af knæskallen med skinnebenet, belastes meget hårdt, når den skal overføre den kraft, der ved et spring udløses af den kraftige lår- muskulatur til underbenet. Denne ofte gentagne belastning kan medføre brist i senefæstet på den nederste kant af knæskallen. Dette mærkes først som en ømhed, men forværres ved fortsat belastning, og kan ende med en kronisk betændelsestilstand i knæskalsenen, der umuliggør idræt.
Behandling består først og fremmest i ro og fysisk genoptræning, men også indsprøjtning med binyrebarkhormon kan indgå.
Man kan også forebygge springerknæ, ved at varme lårmusklen grundigt op, inden man begynder at dyrke den pågældende sport.